# エマニュエル・ベベニョン
エマニュエル・M・グレゴワール・ベベニョン（フランス語: Emmanuel M. Gregoire Gbevegnon、1962年5月25日 - ）は、在日ベナン人のクリスチャン社会運動家、大学講師。ダホメ共和国（現・ベナン共和国）で生まれ、現在は神奈川県横浜市に在住。通常は、単にエマニュエル・ベベニョン（フランス語: Emmanuel Gbevegnon）と呼ばれる。

## 経歴
1962年5月25日、ベベニョンはダホメ共和国（現・ベナン共和国）で11人兄弟姉妹の10番目として生まれた。
ベベニョンはフェリス女学院大学文学部で教鞭を執っており、ベナンの現地語であるフォン語とゲン語（ミナ語）、およびベナンの公用語であるフランス語に加えて、日本語、英語、スペイン語、ラテン語にも明るい。
アフリカ・アメリカ・アジア・リコンシリエーショングループ（AAAグループ）代表。リコンシリエーションとは英語 reconciliation のことで、狭義にはキリストを通じた神との和解を意味するが、広義には対立や係争を解消して友好関係に戻る和解全般を意味する。
2012年、ベベニョンはベナン和解開発庁事務局長から日本で活動する親善大使に任命された。彼はベナン和解開発庁事務局大使として和解を広める活動する中で、和解に深い共感を示す日本人間学会（JSHA）と出会い、和解のメッセージを伝えるために日本人間学会と共に世界を旅してフォーラムを開催したり国際機関の代表と会談するなどした。
2022年8月29日、ベベニョンは日英両言語で書かれた著作『ベナン発 和解から平和へ』を上梓。2023年3月20日には同著を駐日ベナン大使館臨時代理大使ジョセフ・フゥエンシノンに進呈し、同年4月3日には同著を駐日ハイチ大使館臨時代理大使ワトソン・レイシウス・デニに進呈した。

## 著作
- ベナン発 和解から平和へ / Beginning with Benin from Reconciliation to Peace（2022年8月29日、万代宝書房） ISBN 978-4910064697

## 講演
- 新現役カレッジ「ベナン共和国の50年から学ぶ」（2011年2月16日、港区芝サンシャインビル9階 新現役ネット田町会議室）[11]
- ヴィオレット「第9回ヴィオレットの集い」講演（2013年10月6日、エリカ・グローバルダンスセンター厚木本部）[12]